# Episodi di Cosby (seconda stagione)
La seconda stagione della serie televisiva Cosby è stata trasmessa in anteprima negli Stati Uniti d'America dalla CBS tra il 15 settembre 1997 e il 18 maggio 1998.
| nº | Titolo originale                          | Titolo italiano | Prima TV USA      | Prima TV Italia |
| -- | ----------------------------------------- | --------------- | ----------------- | --------------- |
| 1  | About My Life                             |                 | 15 settembre 1997 |                 |
| 2  | Wake Up and Smell the Coffeehouse         |                 | 22 settembre 1997 |                 |
| 3  | The Rules                                 |                 | 29 settembre 1997 |                 |
| 4  | Two Cents                                 |                 | 6 ottobre 1997    |                 |
| 5  | Older and Out                             |                 | 13 ottobre 1997   |                 |
| 6  | Lucas Smartypantsicus                     |                 | 20 ottobre 1997   |                 |
| 7  | The Last Man Standing                     |                 | 27 ottobre 1997   |                 |
| 8  | Dating Games                              |                 | 3 novembre 1997   |                 |
| 9  | The Pilot (Not the Pilot)                 |                 | 10 novembre 1997  |                 |
| 10 | Lucas Raymondicus                         |                 | 17 novembre 1997  |                 |
| 11 | Shall We Dance?                           |                 | 24 novembre 1997  |                 |
| 12 | The Two Hilton Lucases                    |                 | 15 dicembre 1997  |                 |
| 13 | A Team of His Own                         |                 | 5 gennaio 1998    |                 |
| 14 | Brazil                                    |                 | 12 gennaio 1998   |                 |
| 15 | Old Yeller                                |                 | 19 gennaio 1998   |                 |
| 16 | Out to Launch                             |                 | 2 febbraio 1998   |                 |
| 17 | Fifteen Minutes of Fame                   |                 | 23 febbraio 1998  |                 |
| 18 | Mud                                       |                 | 2 marzo 1998      |                 |
| 19 | Enter Lucas                               |                 | 9 marzo 1998      |                 |
| 20 | 1040 Not-So-EZ                            |                 | 6 aprile 1998     |                 |
| 21 | Men Are from Mars, Women Are from Astoria |                 | 27 aprile 1998    |                 |
| 22 | On the Rocks                              |                 | 4 maggio 1998     |                 |
| 23 | Love Intervention                         |                 | 11 maggio 1998    |                 |
| 24 | The First Gentleman                       |                 | 18 maggio 1998    |                 |